# (717) Wisibada
(717) Wisibada ist ein Asteroid des Hauptgürtels, der am 26. August 1911 vom deutschen Astronomen Franz Kaiser in Heidelberg entdeckt wurde.
Namensgebend war für den Asteroiden Wiesbaden, die Geburtsstadt des Entdeckers.